# ديونيسيوس الفوكي
ديونيسيوس الفوكي هو قائد عسكري إغريقي من فوكيا من القرن الخامس قبل الميلاد. كان أحد قادة أسطول الأيونيين في معركة لاد في سنة 494 ق م. بعد هزيمة الإغريق أمام الفرس هرب إلى صقلية وإنخرط في أواخر حياته في القرصنة ضد القرطاجيين.